# EDS
EDS (на английски: Earth Departure Stage) – американска ускорителна степен, разработвана от НАСА. Предвидена е за използване като втора степен в ракетата – носител Арес V и като Блок ІІ в разработката Space Launch System. EDS представлява дълбока модификация на ускорителния блок S-IVB използван в ракетата – носител Сатурн V.

## История
Ускорителния блок EDS е поръчан от НАСА в началото на новото хилядолетие. Разроботен е в Център за космически полети Джордж Маршал (на английски: George C. Marshall Space Flight Center), Хънтсвил, Алабама. Първоначално е предвиден за втора степен на тежкия носител Арес V. След закриването на този проект през октомври 2010 г. съдбата на ускорителния блок изглежда предопределена. През септември 2011 г. НАСА дава старт на проекта Space Launch System и разработката на EDS отново става актуална. Предвидено е ускорителната степен, след известна доработка, да бъде използвана като Блок ІІ в новия свръхтежък носител на САЩ. Изпитателните полети на Space Launch System са предвидени за 2017 или 2018 г.

## Дизайн
Разработката EDS в същността си е развитие на легендарния ускорителен блок S-IVB на ракетата Сатурн V. Промените са в посока на размерите (увеличени) и използваните нови материали и технологии. Новата ускорителна степен ще бъде задвижвана от двигател J-2X, който е съвременна версия на J-2 използван в S-IVB. При носителя Арес V е предвиден само един двигател J-2X, така че в окончателния си дизайн, EDS прилича на по-голям S-IVB, но с възможност за съхраняване на ресурс до 4 денонощия с помощта на нова технология за съхранение на горивото, включваща слънчеви панели за производство на електроенергия, нещо невъзможно за стария блок S-IVB. В новия вариант, предвиден за Блок ІІ на Space Launch System ще бъдат използвани три двигателя J-2X. Има планове ускорителен блок EDS да бъде използван (с нови двигатели) и при евентуален полет до Марс към 2030 г.

## Спецификация
- Височина: 24 м.
- Двигател: J-2X (при Space Launch System три двигателя J-2X)
- Тяга: 1310 kN (3930 kN при Space Launch System)
- Специфичен импулс: 448 сек. (във вакуум)
- Гориво: течен водород (LH2)
- Окислител: течен кислород (LOX)